# 시스틴 스탤론
시스틴 로즈 스탤론(Sistine Rose Stallone, 1998년 6월 27일 ~)은 미국의 배우이자 모델이다. 배우 실베스터 스탤론과 모델 제니퍼 플레이빈의 딸이다.

## 출연 작품

### 영화
- 47미터 2 (2019)
- FBI 데스트랩 (2021)

### 텔레비전
- Love Advent (2018)
- The Family Stallone (2023-현재)